# 2503 Liaoning
2503 Liaoning este un asteroid din centura principală, descoperit pe 16 octombrie 1965 de Observatorul Zijinshan.